# مستجمع مائي

مثال لحوض صرف (مستجمع مائي) - الجداول والأنهار تظهر باللون الأزرق وحدود المستجمع المائي أو خط تقسيم الصرف (حد التصريف) الرئيسي للحوض المائي يظهر بالخط المتقطع.

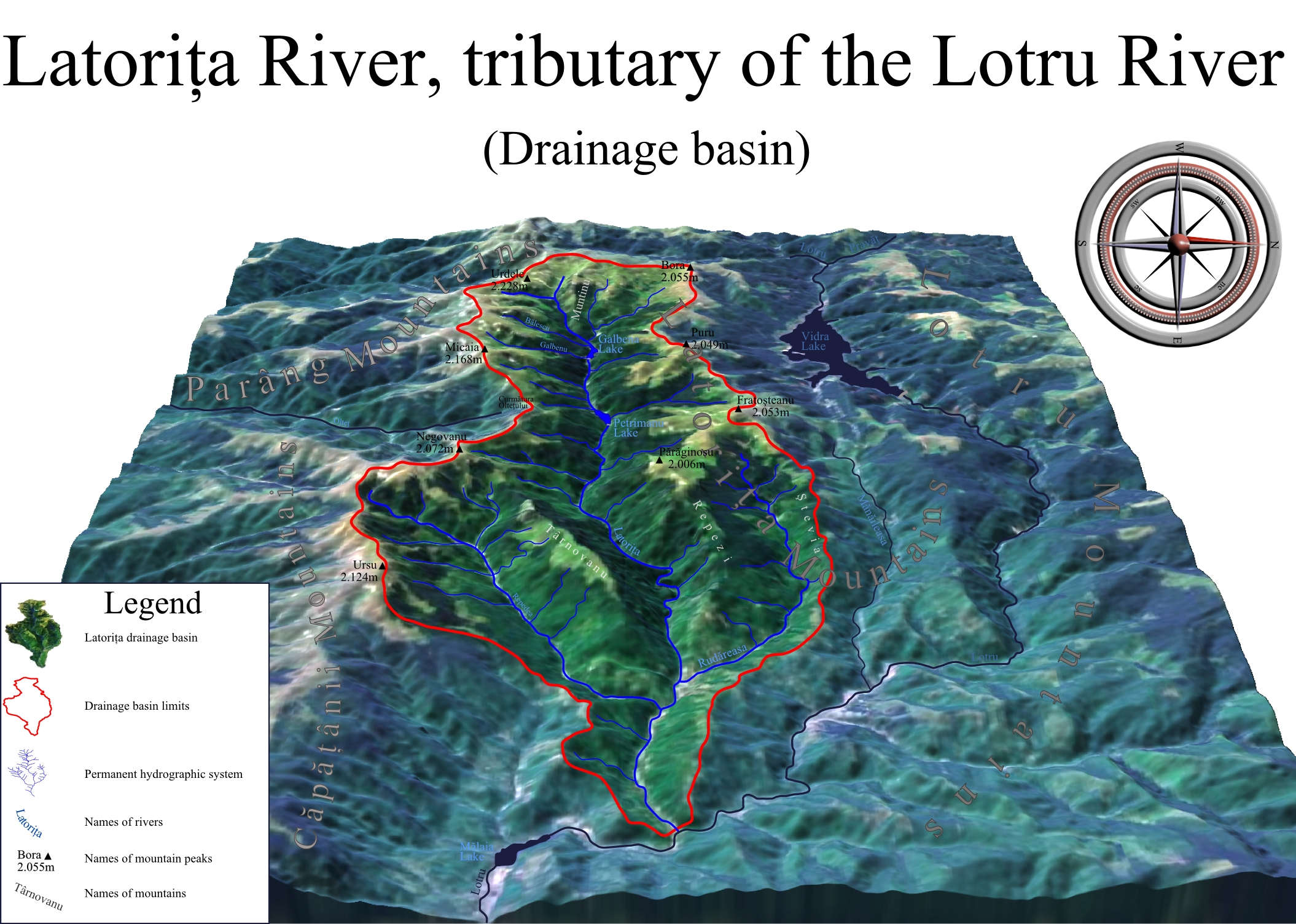
تصوير حيوى لحوض تصريف نهر لاتوريتا برومانيا.

مُستجمع الأمطار أو حوض تصريف مياه أو المستجمع المائي أو مسقط المياه هو المُنْفَسَح أو المساحة من الأرض التي تتقارب وتتجمع فيها المياه السطحية الناتجة عن هطول الأمطار أو ذوبان الثلوج عند نقطة واحدة منخفضة الارتفاع، تكون عادة عند مَخرَّج حوض التصريف، حيث تندمج المياه المتجمعة مع كتلة مائية أخرى، مثل نهر، أو بحيرة، أو خزان مائي، أو خور، أو هور (أرض رطبة)، أو بحر أو محيط. ويمكن تقسيم المستجمع المائي إلي أحواض تصريف أصغر في المساحة ارتكازا على نقاط تجمع داخل المستجمع أعلى ارتفاعا في إتجاة المراحل العليا من شبكة التصريف؛ على سبيل المثال، الرافد المائي للنهير (أو للغدير) الذي ينضم إلي نهر صغير - الذي يشكل هو الآخر رافدا لنهرا أكبر - هو بالضرورة جزء من سلسلة من مسطحات تصريف متوالية ذات مساحات أصغر تمثل أحواض صرف (أو مساقط مياه) أعلى ارتفاعا. وبالمثل، يعدّ كل من نهري دجلة والفرات جزءا من أحواض الصرف (المستجمعات المائية) الخاصة بهما وكذلك الخاصة بنهر شط العرب. ويمكن استنتاج مما سبق أن أحواض الصرف تصرف داخل أحواض صرف أخرى بشكل نمطي متراتب أو متدرج، بحيث تجتمع أحواض الصرف الفرعية الأصغر لتكون أحواضا أكبر.
في أحواض الصرف ("الحبيسة") أو المحاصرة يتقارب الماء ويتجمع عند نقطة واحدة داخل الحوض، تعرف باسم الخسف أو الانخساف، والتي قد تُكَوِّن بحيرة دائمة، أو بحيرة جافة، أو نقطة يتم عندها فقدان المياه السطحية في باطن الأرض. ويشمل حوض الصرف كل الجداول والأنهار التي تنقل المياه خلاله فضلا عن التضاريس (أو الأسطح) البرية التي تنساب منها المياه لتصرف في تلك القنوات المائية ويتم تمييز حدوده مع غيره من الأحواض المجاورة عن طريق حد التصريف.
يعمل حوض الصرف كأنه قُمع يقوم بتجميع كل المياه داخل المنطقة التي يغطيها ويوجهها إلى نقطة تصريف واحدة. ويحيط بكل حوض من أحواض الصرف طوق طوبوغرافي يعزله عن الأحواض المجاورة، يطلق عليه حد التصريف أو مسقط المياه وهو يتكون من سلسلة من المعالم الجغرافية (أو القمم) العالية (مثل الحيود، أو قمم التلال والجبال) التي تشكل حائلا جغرافيا.
تشابه أحواض الصرف الوحدات الهيدرولوجية ولكنها لا تتطابق معها. فالوحدات الهيدرولوجية هي مساحات تصريف تم ترسيم حدودها لتتداخل وتتشعب في منظومة تصريف (أو شبكة مصارف) هرمية متعددة المستويات. ويتم تصميم الوحدات الهيدرولوجية بحيث يمكن السماح بوجود مداخل ومخارج متعددة للمياه أو أغوار (منخفضات). بشكل دقيق وحاسم تعدّ كل أحواض التصريف وحدات هيدرولوجية ولكن ليست كل الوحدات الهيدرولوجية بالأساس أحواضا للصرف.

## أحواض التصريف الرئيسية في العالم

### أحواض المحيطات
ما يلي هو قائمة منقطة تبين أحواض المحيطات الكبرى في العالم:
- يصرف الماء السطحي في حوالي 48.7٪ من اليابسة في العالم نحو المحيط الأطلسي. ففي قارة أمريكا الشمالية، يصرف الماء السطحي إلى المحيط الأطلسي عبر أحواض نهر سانت لورانس والبحيرات العظمي، و الساحل الشرقي للولايات المتحدة، وماريتيم الكندية، ومعظم نيوفاوندلاند واللابرادور. وتقريبا كل أراضى قارة أمريكا الجنوبية إلى الشرق من جبال الأنديز تصرف أيضا إلى المحيط الأطلسي، كما تفعل معظم أراضي أوروبا الغربية والوسطى والجزء الأكبر من غرب أفريقيا جنوب الصحراء الكبرى. أيضا يتدفق البحران المتوسطان الرئيسيان في العالم إلى المحيط الأطلسي:
  - حوض البحر المتوسط الأمريكي (بحر الكاريبي وخليج المكسيك) يشمل معظم المناطق الداخلية للولايات المتحدة بين جبال الأبلاش وروكي، وجزء صغير من مقاطعتي ألبرتا وساسكاتشوان الكنديتان، ومن شرق أمريكا الوسطى وجزر الكاريبي والخليج، وجزء صغير من شمال أمريكا الجنوبية.
  - حوض البحر الأبيض المتوسط الأوروبي ويشمل الكثير من منطقة شمال أفريقيا وشرق ووسط أفريقيا (عبر نهر النيل)، وجنوب ووسط وشرق أوروبا وتركيا، والمناطق الساحلية في فلسطين ولبنان وسوريا.
- يصرف الماء السطحي نحو المحيط المتجمد الشمالي في معظم المناطق الغربية والشمالية في كندا شرق خط التقسيم القاري، و ألاسكا الشمالية وأجزاء من ولايتي داكوتا الشمالية، و داكوتا الجنوبية، ومينيسوتا، و مونتانا في الولايات المتحدة، والشاطئ الشمالي من شبه الجزيرة الإسكندنافية في أوروبا، وجزء كبير من وسط وشمال روسيا، وهي مساحة تصل إلى نحو 17٪ من اليابسة في العالم.
- يصرف الماء السطحي في ما يزيد قليلا على 13٪ من اليابسة في العالم نحو المحيط الهادئ. ويشمل حوض المحيط الهادئ أغلب مساحة الصين وجنوب شرق روسيا واليابان وشبه الجزيرة الكورية، ومعظم إندونيسيا وماليزيا والفلبين وجميع جزر المحيط الهادئ والساحل الشمالي الشرقي لأستراليا، ومناطق كندا والولايات المتحدة غرب خط التقسيم القاري (بما في ذلك معظم ألاسكا)، وكذلك غرب أمريكا الوسطى ومناطق أمريكا الجنوبية غرب جبال الأنديز.
- ويضم حوض تصريف المحيط الهندي أيضا حوالي 13٪ من اليابسة. وهو يشمل الساحل الشرقي لأفريقيا، وسواحل البحر الأحمر والخليج العربي وشبه القارة الهندية، وبورما، ومعظم أستراليا.
- تتجه تصريفات القارة القطبية الجنوبية نحو المحيط الجنوبي. وتضم القارة القطبية الجنوبية ما يقرب من ثمانية في المئة من اليابس.

### أحواض الأنهار الأكبر في العالم
أكبر خمسة أحواض أنهار (حسب المساحة) في العالم، ابتداء بالأكبر وانتهاء بالأصغر، هم حوض نهر الأمازون ويليه حوض نهر ريو دي لا بلاتا، يليه حوض نهر الكونغو، ثم حوض نهر النيل، وأخيرا حوض نهر المسيسيبي. أما أهم ثلاثة أنهار من حيث كمية المياة المُتصَرِّفة، من الأكثر تصريفا للأقل، هم نهر الأمازون، يليه نهر الجانج ثم نهر الكونغو.

### أحواض التصريف الحبيسة

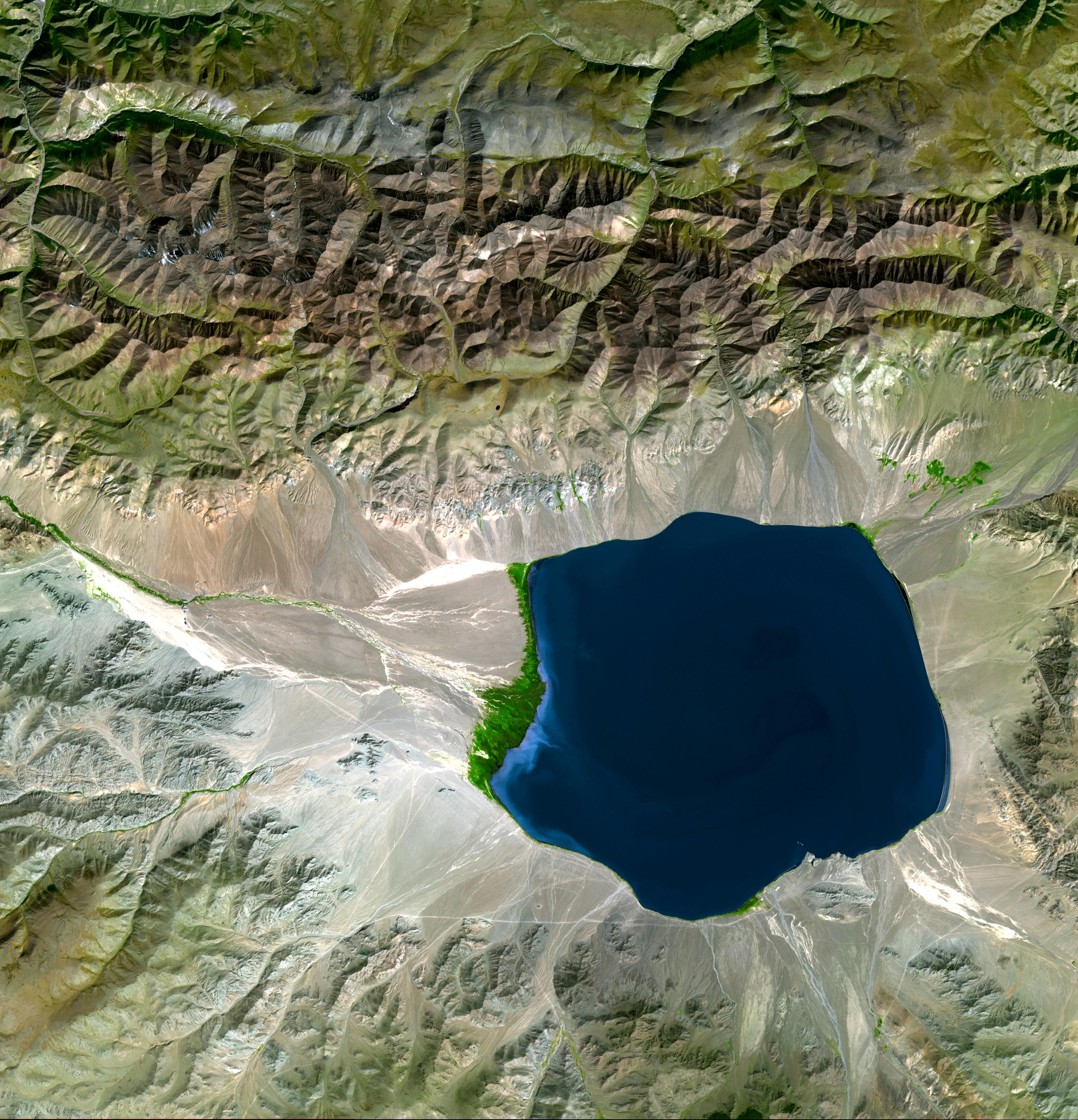
حوض تصريف حبيس في آسيا الوسطى.

أحواض التصريف الحبيسة هي الأحواض الداخلية التي لا يصل تصريفها لأى بحار أو محيطات. تصرف المياة السطحية في حوالي 18٪ من مساحة اليايسة قي العالم نحو بحيرات حبيسة أو بحار مغلقة أو خسوف (أغوار). أكبر هذه الأحواض يشمل الكثير من المناطق الداخلية من قارة آسيا، والتي تصرف في بحر قزوين، وبحر آرال، وبحيرات صغيرة عديدة. وتشمل المناطق الحبيسة الأخرى الحوض العظيم في الولايات المتحدة، والكثير من منطقة الصحراء الكبرى، وحوض تصريف نهر أوكافانغو (حوض كالاهاري)، والأراضي الجبلية بالقرب من البحيرات العظمى الأفريقية، والأراضى الداخلية من قارة أستراليا وشبه الجزيرة العربية، وأجزاء في المكسيك و جبال الأنديز. بعض تلك الأحواض، مثل الحوض العظيم، ليست أحواض للتصريف منفردة ولكنها عبارة عن مجموعات من الأحواض المغلقة (أو الحبيسة) متجاورة ومنفصلة.
في مجامع الماء الراكد حيث تكون عملية البخر هي العامل الرئيسي للفقد المائي، تكون المياه عادة أكثر ملوحة من مياه المحيطات. يعد البحر الميت مثالا صارخا لذلك.

## أهمية أحواض التصريف

### الحدود الجيوسياسية
ظهرت أهمية أحواض التصريف تاريخيا في تحديد الحدود الإقليمية للمناطق أو الدول، ولا سيما في المناطق التي ازدهرت فيها التجارة عن طريق الماء. على سبيل المثال، أعطت الملكية الإنجليزية لشركة خليج هدسون حق احتكار تجارة الفراء في كامل حوض خليج هدسون، وهي منطقة كانت تسمى قديما باسم أراضي روبرت. وتتضمن المنظمات السياسية الإقليمية الأحيائية اليوم اتفاقيات بين الدول (مثل المعاهدات الدولية) لإدارة المَجْمَع أو المجامع المائية التي تتشارك الدول في التصريف فيها، وذلك لحوض تصريف معين. تعدّ مبادرة حوض النيل للشراكة بين دول حوض النيل ضربا من الجهود التي تبذل من أجل التوصل لتنمية اقتصادية -اجتماعية مستدامة من خلال «الاستخدام والانتفاع المتساوي» للموارد المائية لحوض نهر النيل المشترك بين تلك الدول.
يطلق علي تلك الاتفاقيات داخل الولايات المتحدة الأمريكية، "عقدا بين الولايات") أو الكيانات السياسية الأخرى. وتعدّ وكالات مأمورية البحيرات العظمى ووكالة تاهو للتخطيط الإقليمي من الأمثلة على مثل هذه العقود بين الولايات.

### الهيدرولوجيا

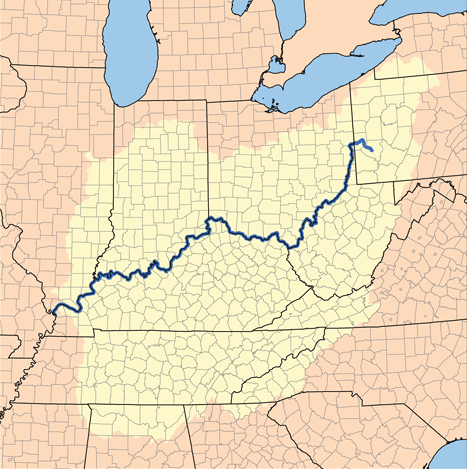
حوض تصريف نهر أوهايو، وهو جزء من حوض التصريف لنهر المسيسيبي.

في الهيدرولوجيا (علم دراسة حركة وتوزيع المياه) ، يستخدم حوض التصريف كوحدة محورية معقولة لدراسة حركة المياه داخل الدورة المائية، لأن الغالبية العظمى من المياه التي تصرف من مخرج الحوض نشأت كهطل مطر يسقط عليه. قد يتدفق جزء من الماء الذي يدخل عن طريق الارتشاح في منظومة المياه الجوفية تحت حوض تصريف نحو مخرج حوض تصريف آخر لأن الاتجاهات تدفق المياه الجوفية لا تتطابق دائما مع تلك الخاصة بشبكة الصرف العلوية. قياس تصريف المياه من الحوض قد يتم بواسطة محطة قياس تقام عند مخرج الحوض.
تستخدم بيانات مقياس المطر لقياس الهطول الكلى على حوض التصريف، وهناك طرق مختلفة لتفسير تلك البيانات. إذا كانت هناك مقاييس كثيرة وموزعة بالتساوي على مساحة تهطل الأمطار عليها بانتظام، فان استخدام طريقة المتوسط الحسابي سوف يعطي نتائج جيدة. أما في طريقة مضلع تيسين، فيتم تقسيم مستجمعات المياه (أحواض التصريف) إلي مضلعات، ويكون لكل مضلع منها مقياس مطر في منتصفه ويفترض أن يكون ذلك المقياس ممثلا لهطول الأمطار على المنطقة من الأرض المدرجة داخل حدود مضلع المقياس. ويتم تكوين هذه المضلعات عن طريق رسم خطوط بين أجهزة القياس، ثم تشكل المضلعات من المنصفات العمودية المصنوعة لتلك الخطوط. وتنطوي طريقة تساو المطر isohyetal على خطوط كنتورية يتم رسمها حول المقاييس على خريطة وهي تمثل خطوط الهطول المتساوي للمطر. ويستهلك حساب المساحة بين هذه المنحنيات الكنتورية وتجميع حجم الماء لتلك المساحات وقتا
كبيرا.
كما يمكن استخدام خرائط الايسوكرون Isochrone لإظهار الوقت الذي تستغرقه مياه الجريان السطحي في حوض التصريف للوصول إلى بحيرة، أو خزان أو منفذ مائي، بافتراض أن المطر الفعلي ثابت ومنتظم.
.

### الجيومورفولوجيا
في علم الجيومورفولوجيا (علم شكلياء الأرض) تعدّ أحواض التصريف هي الوحدة الهيدرولوجية الرئيسية في دراسة الجيومورفولوجيا النهرية (تشكل الأراضي النهرية). إذ يعدّ حوض التصريف هو مصدر المياه والرواسب التي تتحرك من خلال النظام النهري والتي تعيد تشكيل القناة النهرية.

### علم البيئة

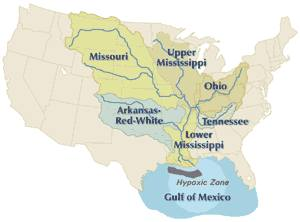
يتلقي نهر المسيسيبي صرفا مائيا من حوض للتصريف يعد الأكبر في مساحته من أي حوض نهري آخر في الولايات المتحدة، وأغلب تلك المساحة مكونة من مناطق زراعية. الصرف الزراعي والملوثات المائية الأخرى التي تتدفق إلى مخرج الحوض هي سبب المنطقة ناقِصُة التَّأَكْسُج أو الميتة في خليج المكسيك.

أحواض التصريف هي عناصر هامة أيضا تؤخذ في الاعتبار في علم البيئة. فبينما تتدفق المياه على سطح الأرض وفي مسار الأنهار فإنها قد تحمل معها المغذيات الزراعية، والرواسب، والملوثات. وبذلك تنتقل تلك المواد مع الماء نحو مخرج الحوض، ويمكنها أن تؤثر على العمليات الإيكولوجية (التوازن البيئي) في مسار المجري المائي وكذلك على الكتل المائية التي تستقبل هذا السريان والتي يمكن أن تكون مصدرا للماء لمجتمعات بعيدة عن مصادر تلك المواد.
في العصر الحديث ترك استعمال الأسمدة الاصطناعية، التي تحتوي على النيتروجين، والفوسفور، والبوتاسيوم، أثرا ملحوظا على نوعية المياة عند مخارج أو مصبات أحواض التصريف. وذلك لأن تلك الأملاح والعناصر يتم حملها عبر حوض التصريف إلى المخرج (أو الثغر) وتتراكم هناك، مما يقلقل التوازن المعدني الطبيعي. هذا يمكن أن يتسبب في حدوث تتريف أو إتخامية Eutrophication للنظام البيئي نتيجة زيادة المغذيات حيث يتسارع نمو النبات نتيجة لتلك المواد الإضافية.